# Елховка (приток Вохтожки)
Елховка — река в России, протекает по Грязовецкому району Вологодской области. Устье реки находится в 17 км от устья Вохтожки по левому берегу. Длина реки составляет 10 км.
Елховка берёт начало к югу от одноимённой деревни (Вохтожское муниципальное образование). Течёт на север, крупных притоков нет. На левом берегу реки — деревни Елховка и Антипино. Впадает в Вохтожку в черте деревни Вохтога.

## Данные водного реестра
По данным государственного водного реестра России относится к Двинско-Печорскому бассейновому округу, водохозяйственный участок реки — Северная Двина от начала реки до впадения реки Вычегда, без рек Юг и Сухона (от истока до Кубенского гидроузла), речной подбассейн реки — Сухона. Речной бассейн реки — Северная Двина.
Код объекта в государственном водном реестре — 03020100312103000006653.